# Championnat du Guatemala d'échecs
Le championnat du Guatemala d'échecs est une compétition organisée par la fédération d'échecs du Guatemala.

## Vainqueurs du championnat mixte
Voici les vainqueurs du championnat mixte depuis 1923.
| Année     | Vainqueur                       |
| --------- | ------------------------------- |
| 1923      | Carlos W. Morales               |
| 1924      | Julio Urrutia                   |
| 1925      | Rafael Rodríguez Padilla        |
| 1926      | José Luis Asturias              |
| 1927      | José Luis Asturias              |
| 1928      | José Luis Asturias              |
| 1929      | José Luis Asturias              |
| 1930      | José Luis Asturias              |
| 1931      | José Luis Asturias              |
| 1932      | José Luis Asturias              |
| 1933      | Enrique Hidalgo                 |
| 1934      | Guillermo Vassaux               |
| 1935      | Guillermo Vassaux               |
| 1936      | Guillermo Vassaux               |
| 1937      | Enrique Hidalgo                 |
| 1938      | Guillermo Vassaux               |
| 1939      | Guillermo Vassaux               |
| 1940      | Ricardo García Ruíz             |
| 1941      | Carlos Enrique Salazar          |
| 1942      | Ricardo Mencos                  |
| 1943      | Carlos Enrique Salazar          |
| 1944      | Carlos Enrique Salazar          |
| 1945      | Enrique Hidalgo                 |
| 1946      | Enrique Hidalgo                 |
| 1947      | Guillermo Vassaux               |
| 1948      | Guillermo Vassaux               |
| 1949      | Guillermo Vassaux               |
| 1950      | Manuel Barbales                 |
| 1951      | Manuel Barbales                 |
| 1952      | Manuel Barbales                 |
| 1953      | Rafael Rosito                   |
| 1954      | Manuel Martínez                 |
| 1955      | Manuel Martínez                 |
| 1956      | Guillermo Vassaux               |
| 1957      | Guillermo Vassaux               |
| 1958      | Guillermo Vassaux               |
| 1959      | Guillermo Vassaux               |
| 1960      | Abel Girón                      |
| 1961      | Abel Girón                      |
| 1962      | Abel Girón                      |
| 1963      | Abel Girón                      |
| 1964      | Abel Girón                      |
| 1965      | Abel Girón                      |
| 1966      | Abel Girón                      |
| 1967      | Abel Girón                      |
| 1968      | Abel Girón                      |
| 1969      | Otto Rolando de León            |
| 1970      | Guillermo Vassaux               |
| 1971      | Otto Rolando de León            |
| 1972      | Otto Rolando de León            |
| 1973      | Guillermo Vassaux               |
| 1974      | Ramón Quintana                  |
| 1975      | Ramón Quintana                  |
| 1976      | Fredy Pérez                     |
| 1977      | Juan Carlos Valdez Aguilar      |
| 1978      | Juan Carlos Valdez Aguilar      |
| 1979      | Juan Carlos Valdez Aguilar      |
| 1980      | Carlos Armando Juárez Flores    |
| 1981      | Pablo Rodas Martini             |
| 1982      | Pablo Rodas Martini             |
| 1983      | Carlos Armando Juárez Flores    |
| 1984      | Carlos Armando Juárez Flores    |
| 1985      | Carlos Armando Juárez Flores    |
| 1986      | Carlos Armando Juárez Flores    |
| 1987      | Carlos Armando Juárez Flores    |
| 1988      | Carlos Armando Juárez Flores    |
| 1989      | Carlos Antonio Reyes Nájera     |
| 1990      | Carlos Antonio Reyes Nájera     |
| 1991      | Carlos Armando Juárez Flores    |
| 1992      | Carlos Antonio Reyes Nájera     |
| 1993      | Carlos Armando Juárez Flores    |
| 1994      | Carlos Armando Juárez Flores    |
| 1995      | Carlos Armando Juárez Flores    |
| 1996      | Alfonso Roberto Juárez Flores   |
| 1997      | Alfonso Roberto Juárez Flores   |
| 1998      | Carlos Armando Juárez Flores    |
| 1999      | Carlos Armando Juárez Flores    |
| 2000      | Carlos Armando Juárez Flores    |
| 2001      | Carlos Armando Juárez Flores    |
| 2002      | Carlos Armando Juárez Flores    |
| 2003      | Carlos Armando Juárez Flores    |
| 2004      | Carlos Armando Juárez Flores    |
| 2005      | Carlos Armando Juárez Flores    |
| 2006      | Carlos Armando Juárez Flores    |
| 2007      | Carlos Armando Juárez Flores    |
| 2009      | Carlos Armando Juárez Flores    |
| 2010–2011 | Carlos Armando Juárez Flores    |
| 2011–2012 | Carlos Quiñonez                 |
| 2012      | Carlos Armando Juárez Flores    |
| 2013      | Winston Darwin Cu Hor           |
| 2014      | Carlos Armando Juárez Flores[1] |
| 2015–2016 | Carlos Armando Juárez Flores[2] |
| 2017      | Carlos Armando Juárez Flores[3] |
| 2018      | Winston Cu Hor                  |
| 2019      | Winston Cu Hor                  |
| 2020      | Carlos Armando Juarez Flores    |
| 2021      | Carlos Armando Juarez Flores    |
| 2022      | Carlos Armando Juarez Flores    |
| 2023      | Carlos Armando Juarez Flores    |
| 2024      | Carlos Armando Juarez Flores    |

## Vainqueurs du championnat féminin
| Année     | Vainqueur                          |
| --------- | ---------------------------------- |
| 1925      | Judith Quiñónez de García Granados |
| 1981      | Silvia Carolina Mazariegos         |
| 1982      | Silvia Carolina Mazariegos         |
| 1983      | Silvia Carolina Mazariegos         |
| 1984      | Silvia Carolina Mazariegos         |
| 1985      | Silvia Carolina Mazariegos         |
| 1986      | Silvia Carolina Mazariegos         |
| 1987      | Silvia Carolina Mazariegos         |
| 1988      | Silvia Carolina Mazariegos         |
| 1989      | Silvia Carolina Mazariegos         |
| 1990      | Silvia Carolina Mazariegos         |
| 1991      | Silvia Carolina Mazariegos         |
| 1992      | Silvia Carolina Mazariegos         |
| 1993      | Silvia Carolina Mazariegos         |
| 1994      | Silvia Carolina Mazariegos         |
| 1995      | Ingrid Lorena Martínez Porras      |
| 1996      | Dina Lissette Castillo Melendez    |
| 1997      | Dina Lissette Castillo Melendez    |
| 1998      | Ingrid Lorena Martínez Porras      |
| 1999      | Ingrid Lorena Martínez Porras      |
| 2000      | Karla Vanessa Monterroso Ochoa     |
| 2001      | Silvia Carolina Mazariegos         |
| 2002      | Silvia Carolina Mazariegos         |
| 2003      | Ingrid Lorena Martínez Porras      |
| 2004      | Silvia Carolina Mazariegos         |
| 2005      | Ingrid Lorena Martínez Porras      |
| 2006      | Claudia Mencos                     |
| 2007      | Claudia Mencos                     |
| 2008      | Claudia Mencos                     |
| 2009–2010 | Silvia Carolina Mazariegos         |
| 2010–2011 | Claudia Mencos                     |
| 2011–2012 | Silvia Carolina Mazariegos         |
| 2012      | Claudia Mencos                     |
| 2013–2014 | Silvia Sotomayor                   |
| 2014      | Silvia Carolina Mazariegos[1]      |
| 2015–2016 | Silvia Carolina Mazariegos[2]      |
| 2017      | Maria Mencos Castillo              |
| 2018      | Carolina Michelle Mencos           |
| 2019      | Silvia Carolina Mazariegos         |
| 2020      | Silvia Carolina Mazariegos         |
| 2021      | Silvi Sotomayor Villatoro          |
| 2022      | Silvia Carolina Mazariegos         |
| 2023      | Silvia Carolina Mazariegos         |
| 2024      | Laura Jop Aspuac                   |
|}